# Мишурин Рог
Мишу́рин Рог (укр. Мишурин Ріг) — село,
Мишурино-Рожский сельский совет,
Верхнеднепровский район,
Днепропетровская область,
Украина.
Код КОАТУУ — 1221087001. Население по переписи 2001 года составляло 1945 человек.
Является административным центром Мишурино-Рожского сельского совета, в который не входят другие населённые пункты.

## Географическое положение
Село Мишурин Рог находится на правом берегу Каменского водохранилища в месте впадения в него реки Омельник,
выше по течению на расстоянии в 6,5 км расположено село Куцеволовка (Онуфриевский район),
ниже по течению на противоположном берегу реки Омельник расположено село Калужино.
Через село проходят автомобильные дороги Н-08 и Т-0423.

## История
- Около села обнаружены поселения эпохи меди и бронзы (III—II тысячелетия до н. э.); найдены стрелы и предметы домашнего обихода скифов-кочевников (VII—II вв. до н. о.). Кроме того, известны три раннеславянских поселения (два черняховской культуры и одно VI—VII вв. н. э.), а также остатки большого городища периода Киевской Руси (IX—XII века).
- Во времена великого князя литовского Витовта (1392—1430) тут построен Мишуринорожский замок (крепость) для защиты от татарских набегов.
- В XVI веке Мишурин Рог был известен как место переправы через Днепр[2].
- С середины XVII века Мишурин Рог стал пограничной крепостью запорожских казаков[3].
- В 1648 году жители Мишуриного Рога были участниками восстания во главе с Б. Хмельницким, которое положило начало освободительной войне против польской шляхты.
- В современном месте село возникло не раньше 1750 года.
- Низиная часть села была затоплена в 1963 году, после создания Каменского водохранилища.

## Экономика
- «Мишурин Рог», агрофирма, ООО.
- Гранитный карьер «Мишурин Рог».
- Верхнеднепровский дом-интернат № 1.
- Зернопорт «Мишурин Рог», ООО.

## Объекты социальной сферы
- Школа.
- Школа II ст.
- Дом культуры.
- Больница.

## Персоналии

### Родились
- Левчук, Семён Лукьянович — Герой Советского Союза.
- Номинас, Борис Деомидович — Герой Советского Союза.
- Озёрный, Марк Евстафьевич — Герой Социалистического Труда, колхозник-стахановец, установивший в 1949 году мировой рекорд по урожайности кукурузы — 223,8 ц/га.